# Mote

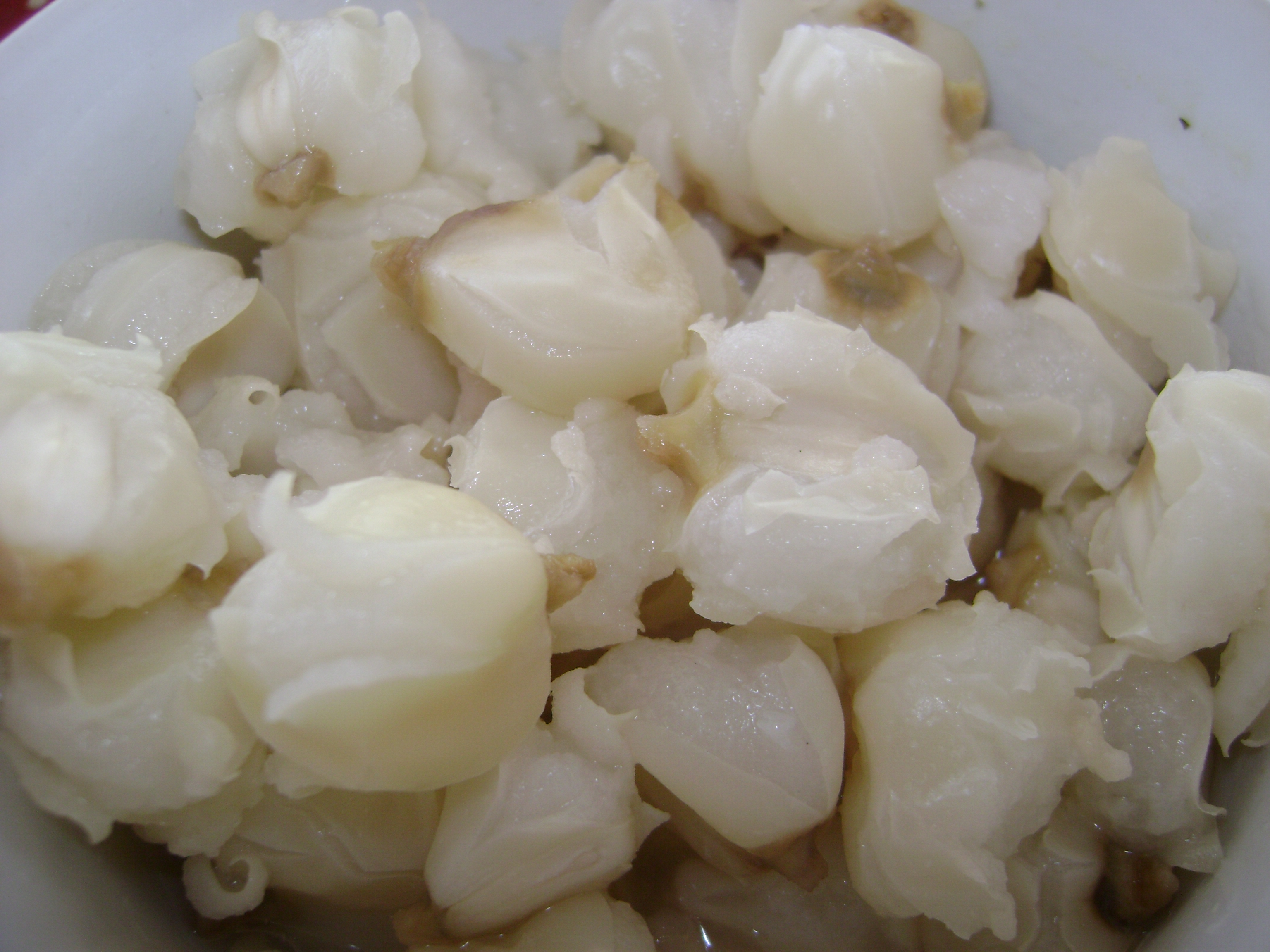
Peruwiańskie ugotowane mote

Mote (keczua: mut'i) - ogólne określenie południowoamerykańskich potraw, sporządzanych z gotowanych ziaren zbóż. W Peru oznacza zazwyczaj potrawy z kukurydzy, zwłaszcza odmiany o szczególnie dużych ziarnach, zwanej mote gigante del Cusco.